# Abiego
Abiego ist eine spanische Gemeinde in der Provinz Huesca der Autonomen Gemeinschaft Aragonien. Sie liegt in der Comarca Somontano de Barbastro am Fluss Alcanadre, etwa 35 Kilometer östlich von Huesca. Teile des Gemeindegebietes gehören zum Naturpark Parque natural de la Sierra y los Cañones de Guara.

## Gemeindegliederung
Alberuela de Laliena wurde in den 1960er Jahren eingemeindet.

## Geschichte
Der Ort hieß während der maurischen Eroberung Al-Byego.

## Bevölkerung
| 1900 | 1910 | 1930 | 1940 | 1950 | 1960 | 1970 | 1981 | 1986 | 1992 | 1999 | 2006 |
| ---- | ---- | ---- | ---- | ---- | ---- | ---- | ---- | ---- | ---- | ---- | ---- |
| 990  | 930  | 770  | 578  | 495  | 388  | 453  | 352  | 349  | 314  | 290  | 282  |

## Sehenswürdigkeiten

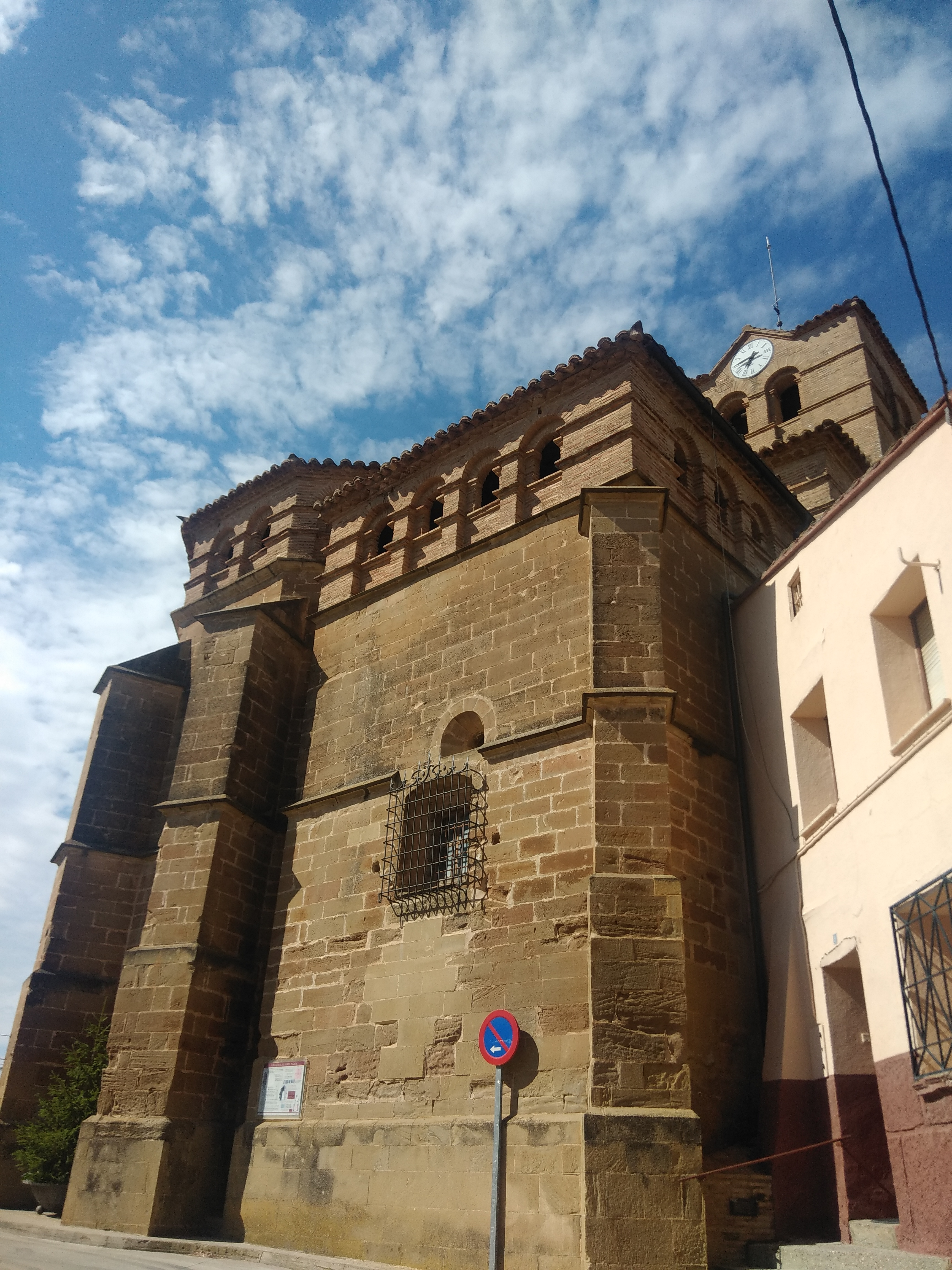
Kirche Santa María la Mayor

- La Torreta, arabischer Wachturm (Bien de Interés Cultural)
- Pfarrkirche Santa María la Mayor, spätgotische Kirche aus dem 16. Jahrhundert
- Ermita de Santo Domingo de Silos
- Ermita de San Sebastián
- Convento de San Joaquín, Kloster aus dem 19. Jahrhundert
- Römische Brücke
- Mittelalterliche Brücke
- Waschhaus, erbaut im 18. Jahrhundert

## Kunst
Ulrich Rückriem errichtete in der Nähe des Ortes eine Skulptur aus Granitquadern.